# Ramură descendentă a arterei occipitale
Ramura descendentă a arterei occipitale, cea mai mare ramură a occipitalului, coboară pe partea din spate a gâtului și se împarte într-o porțiune superficială și profundă:
- Porțiunea superficială se desfășoară sub mușchiul splenius, oferind ramuri care străpung mușchiul respectiv pentru a alimenta trapezul și anastomozează cu ramura ascendentă a arterei cervicale transversale.
- Porțiunea profundă are traseul în jos între capătul și corpul mușchiului semispinal și se anastomozează cu arterele vertebrale și cu artera cervicală profundă, o ramură a trunchiului costocervical.

Anastomoza dintre aceste vase ajută la stabilirea circulației colaterale după ligatura arterei carotide comune sau a subclavicularei.